# Castello
Castello ist der größte der sechs Stadtteile (Sestiere) der italienischen Lagunenstadt Venedig. Er liegt im nordöstlichen Teil der Stadt und reicht fast bis zum Markusplatz. Auch die Friedhofsinsel San Michele knapp 420 Meter nördlich sowie die auch mit Brücken verbundenen Inseln San Pietro di Castello und Sant’Elena unmittelbar (40 bzw. 12 Meter) östlich gehören zum Stadtteil. Der Name Castello leitet sich ab von der antiken, befestigten Residenz des Bischofs von Olivolo, die sich auf der gleichnamigen Insel befand. Heute erinnert auf der Insel, die jetzt San Pietro di Castello heißt, nur mehr das Fondamenta di Castel Olivolo an den alten Sitz der venezianischen Bischöfe.

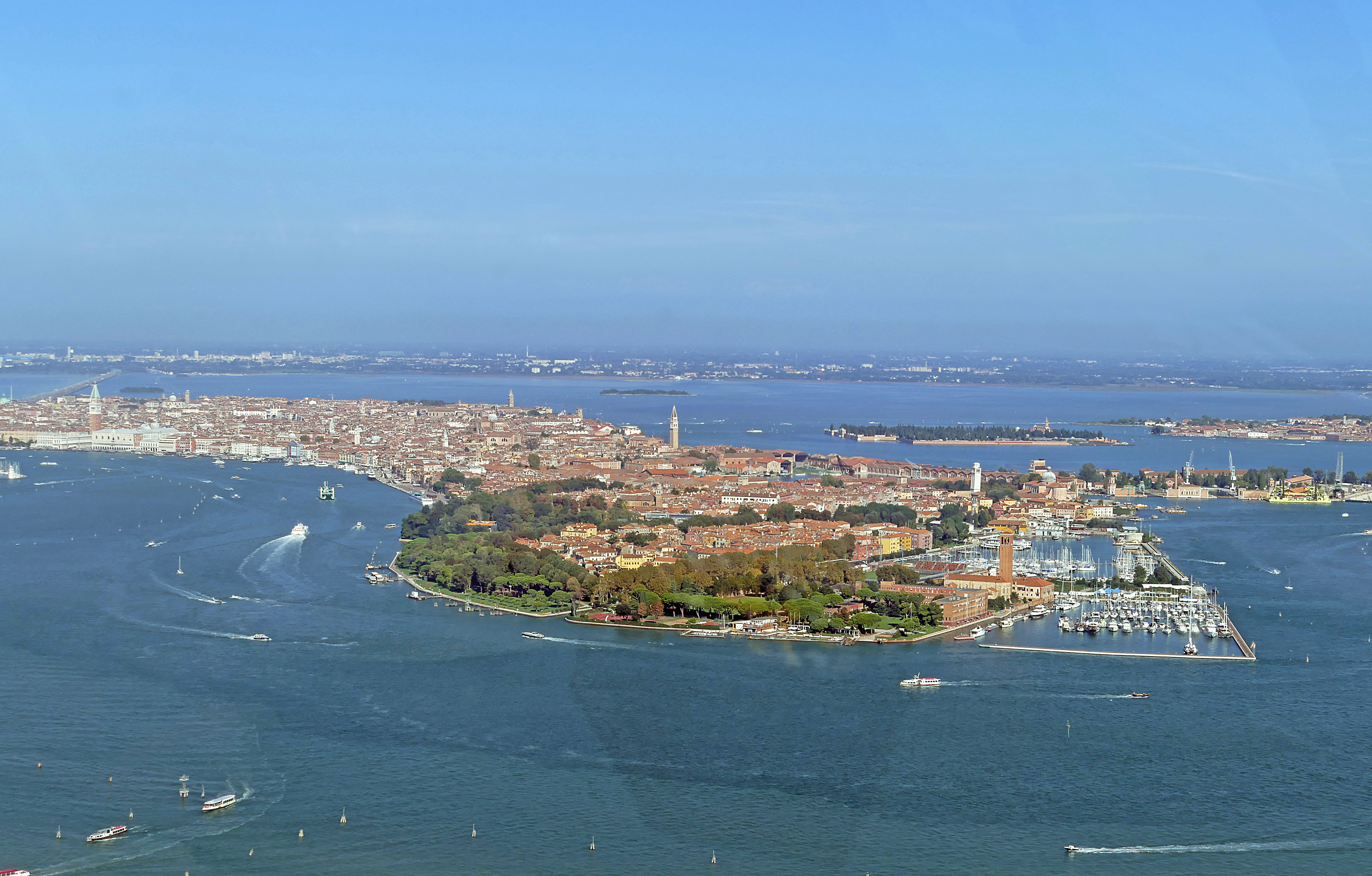
Luftbild von Venedig von Castello Richtung San Marco.

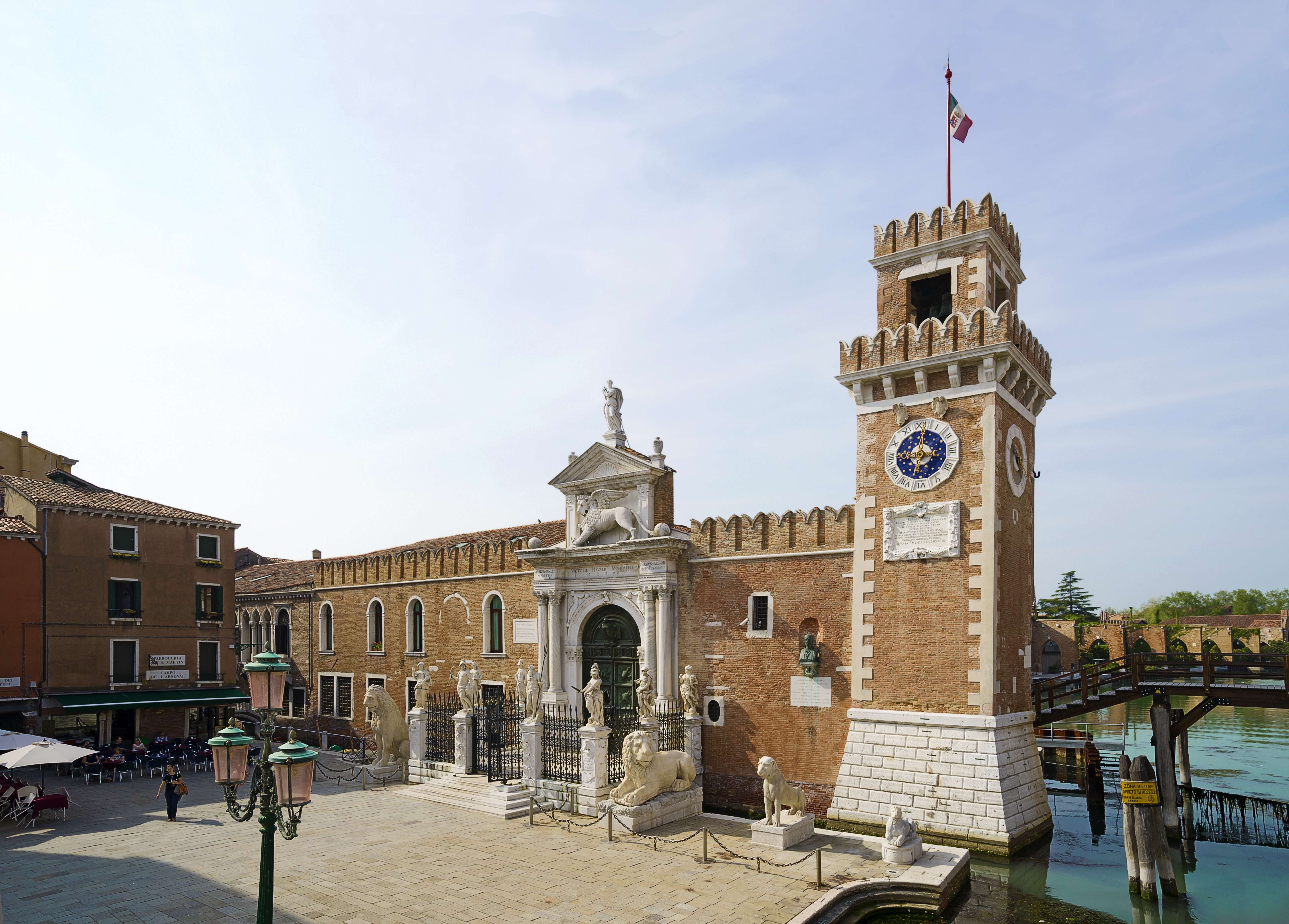
Eingang zum Arsenal

## Gliederung

Karten des Sestiere Castello (ohne Insel San Michele)
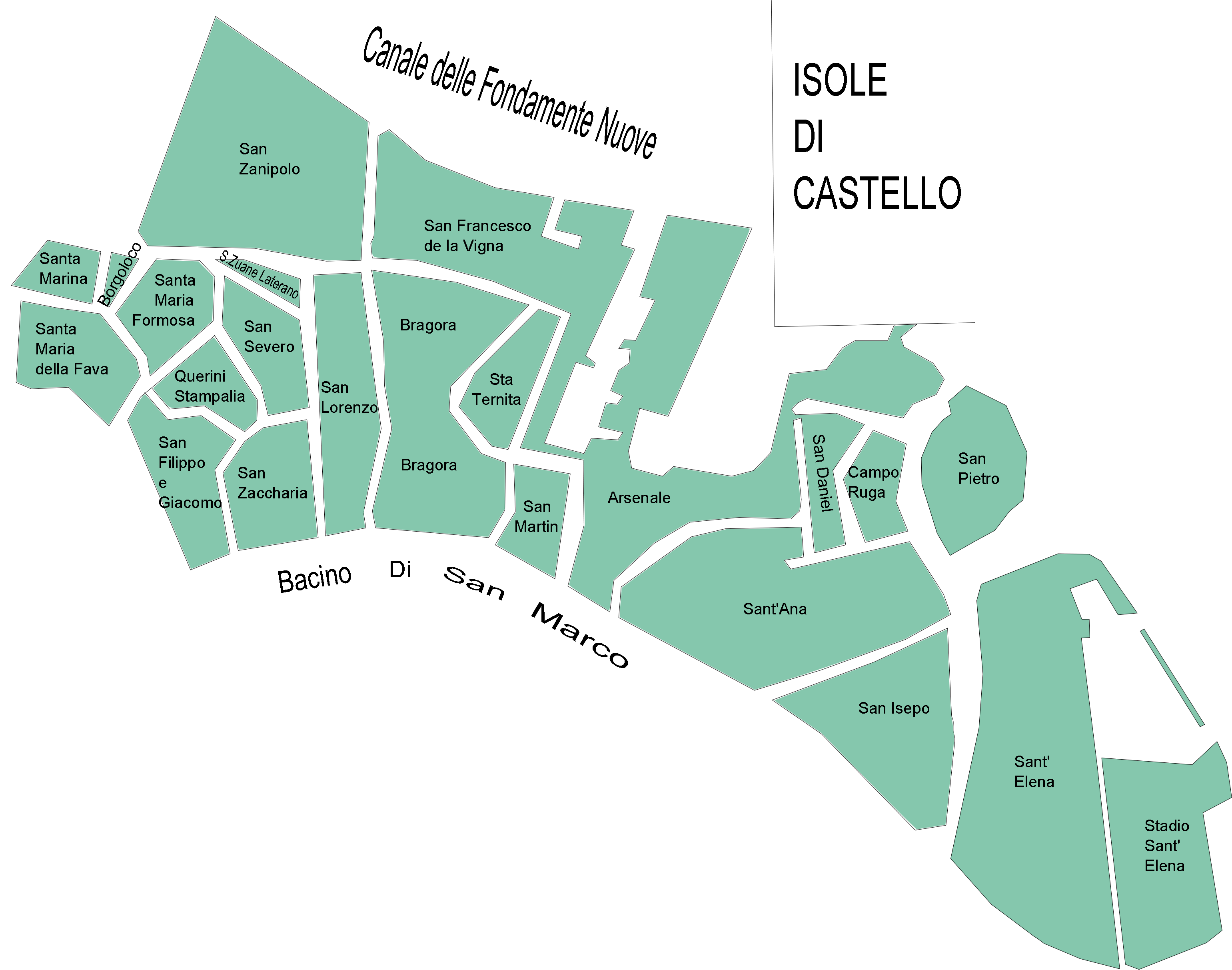
Die 23 Inseln von Castello
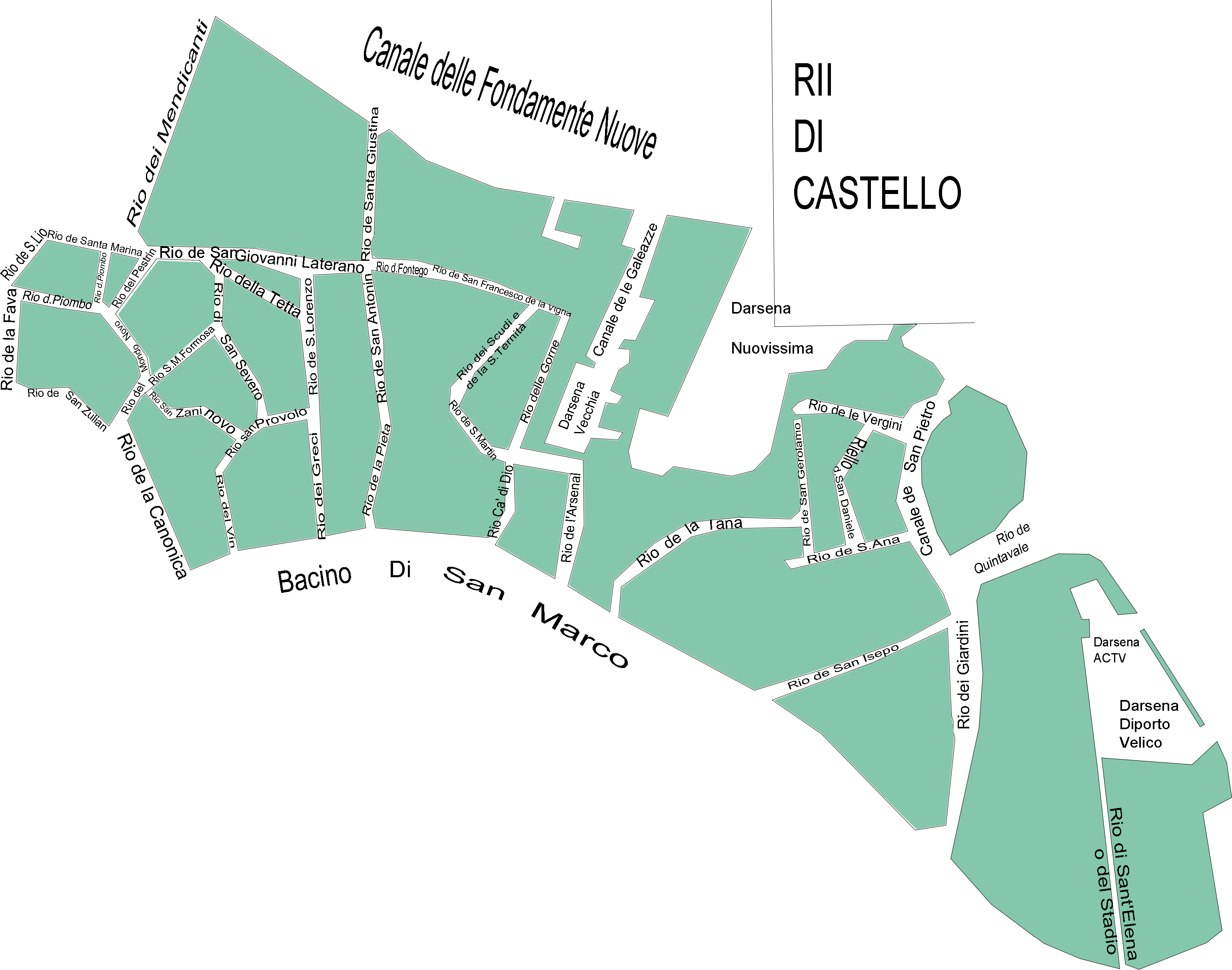
Kanäle trennen die Inseln
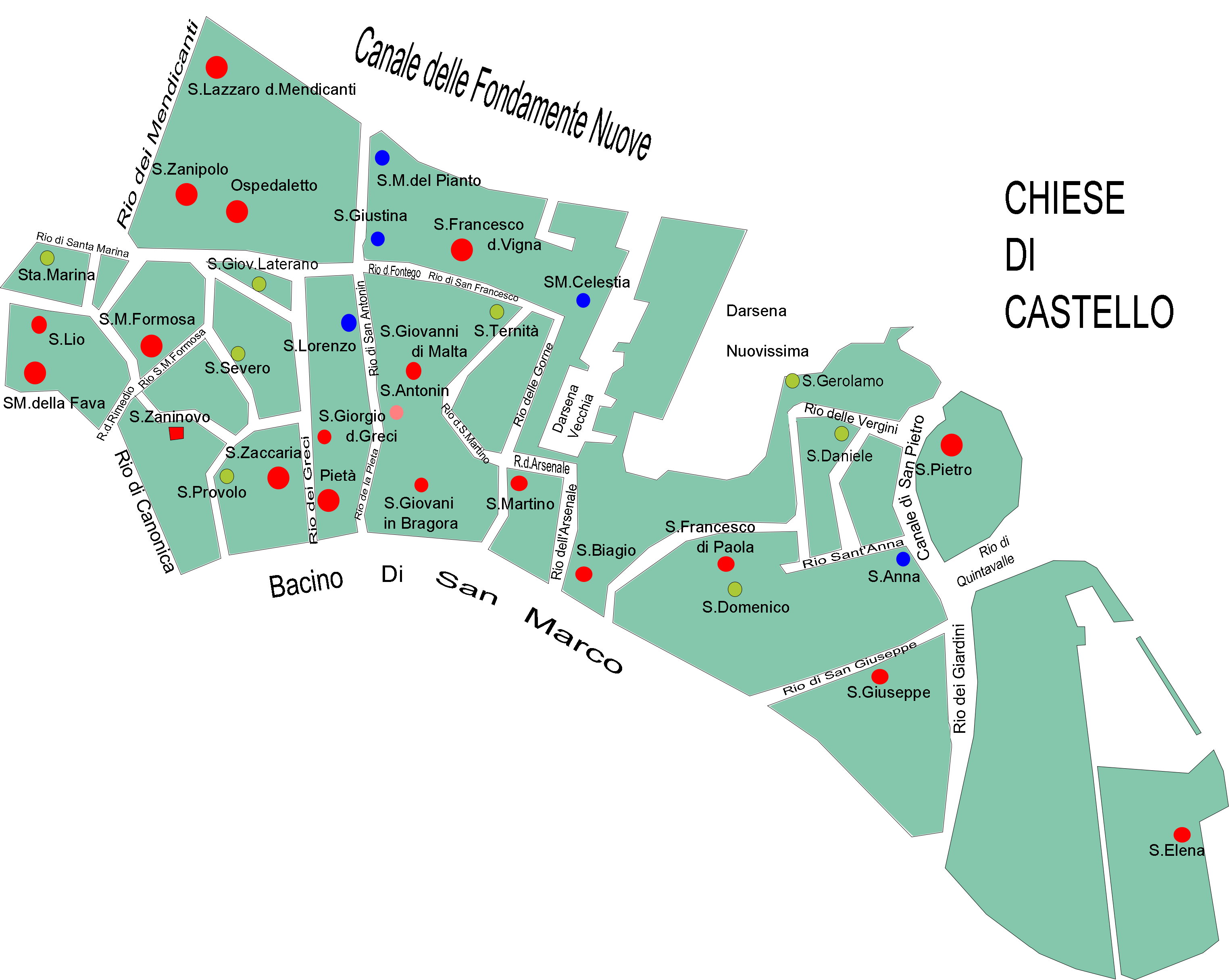
Die Kirchen
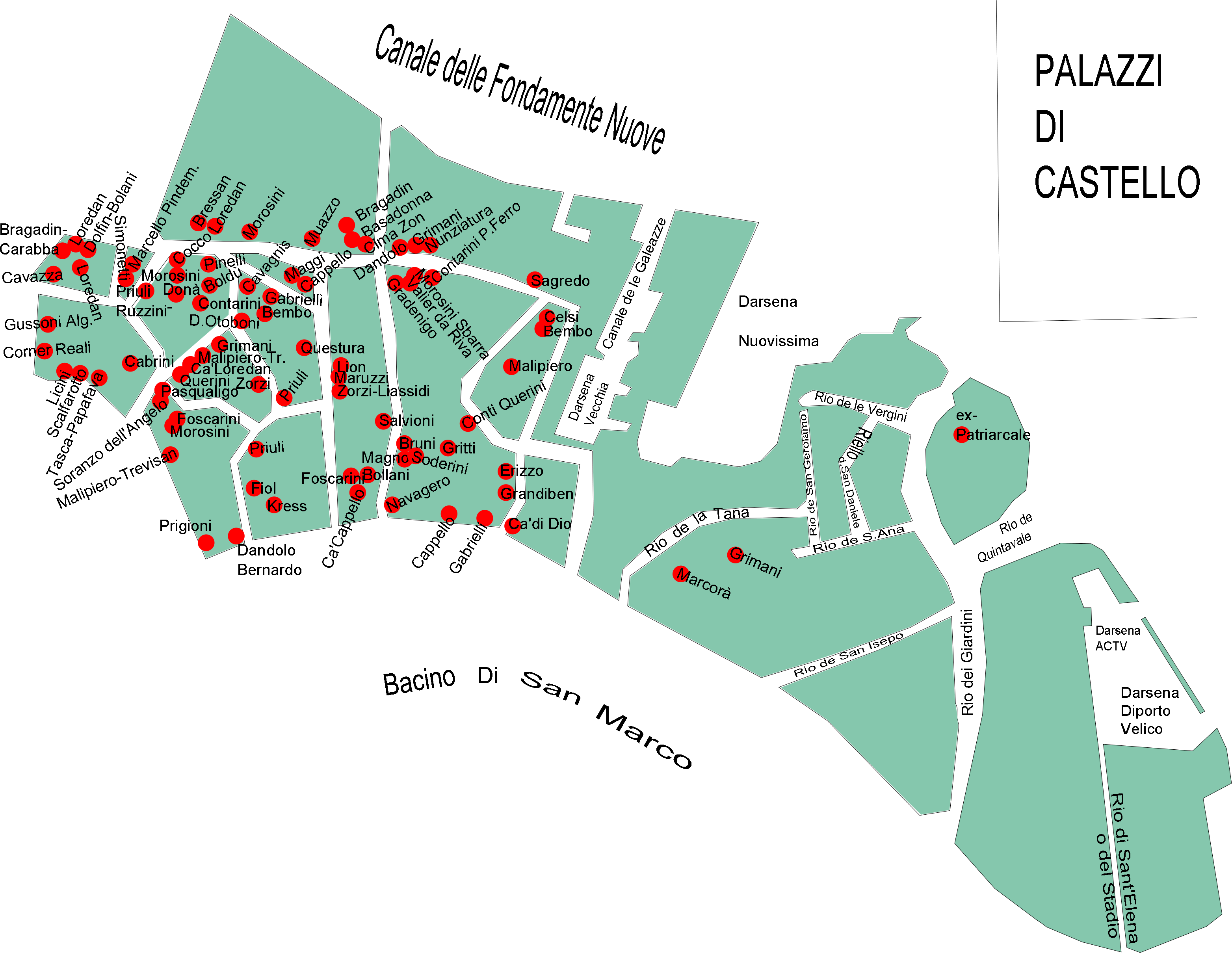
Die Paläste

Das Sestiere hat eine Fläche von 186 Hektar mit 11.524 Einwohnern (Stand 31. Dezember 2024) davon leben 1.700 Einwohner auf Sant’Elena, die sich auf die Pfarreien
San Zaccaria (mit der Kirche Basilica di San Giorgio Maggiore),
Santa Maria Formosa (mit den Kirchen San Lio und La Fava),
San Zanipolo (mit San Lazzaro dei mendicanti im Ospedale civile),
Santa Elena (auf der gleichnamigen Insel),
San Piero Apostolo,
San Giuseppe di Castello,
San Francesco di Paola,
San Martino Vescovo (mit Ca’ di Dio und San Biagio, Ordinariato militare),
San Francesco della Vigna (mit Suore Francescane di Cristo Re und San Giovanni Battista di Malta),
San Giovanni in Bragora (mit Pietà und Casa di riposo San Lorenzo),
verteilen.

## Geschichte
In Castello befand sich seit 1091 der Sitz des römisch-katholischen Patriarchen von Venedig. Bischofskirche war San Pietro di Castello. Erst nach dem Ende der Republik wurde die Basilika San Marco, die ehemalige Palastkapelle der Dogen, Sitz des Bischofs von Venedig. Aus dem alten Patriarchenpalast in Castello wurde eine Kaserne, heute ist er wie auch andere Paläste Venedigs, in einem pflegebedürftigen Zustand. Das Sestiere hatte im Jahr 1171 zwölf Contraden (Kirchengemeinden). 1586 war die Zahl auf 13 gestiegen.

## Sehenswürdigkeiten
Geprägt wird der Stadtteil durch das 32 Hektar große Arsenal (Werft und Waffenlager) und die ehemaligen Wohnanlagen für die Arsenalarbeiter.
Die im Osten von Castello liegenden Parkanlagen wurden 1810 während der französischen Herrschaft über Venedig angelegt, nachdem mehrere Kirchen und profane Bauten abgerissen worden waren. In der Parkanlage befinden sich Pavillons verschiedener Nationen, in denen während der Biennale Ausstellungen ausgerichtet werden. Entworfen wurden die Pavillons von Architekten, wie Scarpa, Stirling, Aalto. Sie bilden daher selbst ein kleines Museum zeitgenössischer Architektur.
Zu den bedeutenden Sehenswürdigkeiten Castellos zählen neben dem Arsenal, die Kirchen San Piero, San Francesco della Vigna, San Giovanni in Bragora, San Zaccaria, ehemals eines der reichsten und bedeutendsten Nonnenklöster der Stadt, sowie die bevorzugte Grablege der Dogen, die Dominikanerkirche Santi Giovanni e Paolo mit der benachbarten Scuola Grande di San Marco und dem Reiterdenkmal des Condottiere Bartolomeo Colleoni. Eine weitere, wegen ihrer Bilder berühmte Scuola in Castello ist die Scuola di San Giorgio degli Schiavoni mit den Gemälden Vittore Carpaccios.